# Erminio Taverna
Erminio Taverna (fl. XX secolo) è stato un calciatore italiano, di ruolo difensore.

## Carriera
Con la Rivarolese disputa 21 gare nel campionato di Prima Divisione 1922-1923.
In seguito milita nel Rapallo.